# De eerste dood
De eerste dood is het zevende stripalbum uit de reeks de Prins van de Nacht. De eerste druk van dit deel verscheen in 2015 bij uitgeverij Ballon Media. De tekeningen en het scenario zijn van Yves Swolfs. Van dit album zijn alleen exemplaren met harde kaften (hardcovers) op de markt verschenen.